# فابيو أسيفيدو
فابيو أسيفيدو (بالإسبانية: Fabio Acevedo)‏ هو دراج كولومبي، ولد في 9 ديسمبر 1949.

## وصلات خارجية
- فابيو أسيفيدو على موقع إحصائيات الدراجات الإحترافية (الإنجليزية)
- فابيو أسيفيدو على موقع أوليمبيديا (الإنجليزية)